# 田濡
田濡（1497年—1576年），字少生，號南畹，山東東昌府聊城縣人，軍籍，明朝政治人物。

## 生平
嘉靖七年（1528年）戊子科山東鄉試第十四名舉人。嘉靖八年（1529年）中式己丑科會試第一百二十名，登第三甲第六十四名進士。初授行人司行人，十一年十一月选授工科给事中，歷禮科右，十四年七月升刑科左，十月升刑科都，十六年八月升南京太仆寺少卿，二十二年十二月升本寺卿，二十三年九月告病，回籍调理。

## 政績
田濡在南京太仆寺任職時，對马政弊端，多有建言。

## 家族
曾祖田文質；祖父田茂；父田壽（1441年-1514年），字宗仁，號松軒，歲贡，曾任山西廣昌縣學、直隶永年縣學訓導。前母呂氏；母朱氏。永感下。兄溥；澍；澤，訓導；淳；田漳（河東運司判官）。